# Hexencyrtus
Hexencyrtus is een geslacht van vliesvleugeligen uit de familie Encyrtidae. De wetenschappelijke naam van dit geslacht is voor het eerst geldig gepubliceerd in 1915 door Girault.

## Soorten
Het geslacht Hexencyrtus omvat de volgende soorten:
- Hexencyrtus albiclava Girault, 1915
- Hexencyrtus bucculentus (De Santis, 1960)
- Hexencyrtus miyama (Ishii, 1928)